# Turkmenistan
Turkmenistan (turkmensko Türkmenistan, rusko Туркмения), lahko tudi Turkmenija, uradno Republika Turkmenistan (turkmensko Türkmenistanyn Respublikasy, rusko Республика Туркмения, Respublika Turkmenija), je država v Srednji Aziji. Leži vzhodno od Kaspijskega jezera, na severu meji na Kazahstan, na severu in severovzhodu na Uzbekistan, na jugovzhodu na Afganistan, na jugozahodu na Iran.

## Geografija
Turkmenistan obsega Turansko nižavje s puščavo Karakum (»Črni pesek«), kjer se pojavljajo manjša slana jezera in sipine, na severozahodu sega Ustjurtska planota do Kaspijskega jezera. Proti meji z Iranom leži pogorje Kopet Dag z najvišjim vrhom Reza (2942 m). Jugovzhodni del pokriva rodovitna polpuščavska ravnina.
Ob meji z Uzbekistanom teče največja reka Amu Darja, ki je dolga 2540 km in je skoraj v celoti izkoriščena za namakanje. Velik del njenih voda je speljan v 1400 km dolg umetni kanal Türkmenbaşy, zgrajen v letih 1954–67 (prej imenovan Karakuumski kanal), kar ima za posledico skoraj osušeno Aralsko jezero. Na jugovzhodu se, 970 km dolga reka Murgap, prav tako izgubi v puščavi.
Puščava Karakum (tudi Kara-Kum, turkmensko: Garagum ali Gara Gum (»Črni pesek«), rusko: Karakumy (Каракумы)), je velika peščena regija v Srednji Aziji. Zavzema okoli 70 % območja Turkmenistana. Velika je 350.000 km² in se razteza 800 km v smeri zahod – vzhod in 500 km v smeri sever – jug. Na severu meji na kotlino Sarykamysh, na severovzhodu in vzhodu na Amu Darjo (starodavno ime reka Oxus), na jugovzhodu na gorovje Garabil v stepski regiji Badkhyz. Na jugu in jugozahodu puščavo omejuje gorovje Kopet Dag, na zahodu in severozahodu meji na dolino reke Uzboy. Razdeljena je na tri dele: višji severni Trans-Unguz Karakum, nizko ležeči centralni Karakum in jugovzhodni Karakum, skozi katerega teče veriga slanih močvirij in kjer so od vetra preoblikovane kotanje. Višine, od vetra nakopičenih in pol zaraščenih peščenih grebenov, se gibljejo od 75 do 90 metrov, odvisno od starosti in moči vetra. Nekaj manj kot 10% območja pokrivajo srpaste sipine, nekatere med njimi so visoke 9 m in več. Pred približno 30 milijoni let je bila celotna regija Karakum pod morjem. Najnižja točka puščave je -81 m. V južnem delu Turanske nižine so Orogenski (gorotvorni) procesi povzročili postopno upadanje morja in na koncu njegovo izginotje. Nato je Amu Darja stekla čez Karakum, od časa do časa spreminjala svojo strugo in odlagala velike količine aluvialnih sedimentov (večinoma pesek in glino). Pesek Karakuma vsebuje več kot 40 različnih mineralov.

## Podnebje
Podnjebje je puščavsko. Puščava Karakum je ena izmed najbolj sušnih puščav na svetu s samo 12 mm padavin povprečno na leto. Najvišja zabeležena temperatura v Ašhabadu je bila 48,0 °C, v mestu Kerka, ki leži na bregovih reke Amu Darja pa celo 51,7 °C, vse v juliju 1983. Na obrobju puščave, bližje goram, na leto pade poprečno 80 – 300 mm padavin, pozimi pa sneg lahko zapade tudi v puščavi. Sicer znašajo poprečne temperature med 2,2 °C v januarju in 30,9 °C v juliju.

## Rastlinstvo in živalstvo
Vegetacija je precej raznolika, sestavljajo jo predvsem trave in majhno grmičevje. Vlaga zgodaj spomladi omogoča rast efemernih (rastlina, ki hitro doraste in odmre) rastlin (glavne krme za živali), medtem ko je na sipinah vegetacija sestavljena iz trave, pelinovih grmov in dreves v vrste Ammodendron conollyi (to so puščavski gozdovi, omejeni na nestabilni pesek v puščavi Karakum – drevesa Ammodendron lahko rastejo do višine 10 m in živijo 60 let ali več).
Država se trudi pogozdovati ozemlja v bližini naselij, da bi zadržala širjenje peska. Tako je že posajenih 20 milijonov dreves predvsem bora, cipres in nekaterih listavcev. Z akcijo bo nadaljevala.
V puščavi Karakum ni veliko živali, vendar je veliko različnih vrst. So žuželke, mravlje, termiti, klopi, več vrst hroščev in pajki kot tudi različne vrste kuščarjev, kač in želv. Najpogostejše ptice so poljski škrjanci in vrabci (Passer ammoderdri) in pastirice. Med glodavci so svizci in miši. Sesalci pa so zajci, ježi, mačke in lisice ter gazele, ki navadno živijo na ravnicah.

## Prebivalstvo
Večina prebivalstva živi v oazah in kotlinah vzdolž reke Amu Darja. 
- Nacionalnost: Turkmenci.
- Število prebivalcev (stanje julija 2009 ): 4,884,887.
- Etnične skupine (stanje 2003): Turkmenci – 85%, Uzbeki – 5%, Rusi (živijo v  glavnem v mestih) – 4%, drugi – 6%.
- Religija: sunitski muslimani – 89%, pravoslavni – 9%, neznano – 2%.
- Jezik: Turkmenski – 72% iz turške jezikovne skupine, ruski – 12%, uzbeški – 9%, drugo – 7%.

Do leta 1927 so uporabljali arabsko pisavo, nato latinico, po letu 1940 cirilico, od leta 1993 pa spet latinico.

## Državna ureditev
- Tip: Predsedniška republika.
- Neodvisnost: 27. oktober 1991 (od Sovjetske zveze).
- Ustava: 18. maj 1992; Nazadnje spremenjena 26. september 2008.
- Izvršna oblast – predsednik, zakonodajna oblast – Medžilis (parlament), pravosodna oblast – Vrhovno sodišče.
- Politične stranke: Demokratična stranka Turkmenistana; opozicijske stranke so prepovedane.
- Administrativne enote:

| Št. | Provinca                      | Sedež                                              | Površina (km2) | Štev. prebivalcev |
| --- | ----------------------------- | -------------------------------------------------- | -------------- | ----------------- |
| 1   | Ahal welaýaty                 | Änew                                               | 95.100         | 892.000           |
| 2   | Balkan welaýaty               | Balkanabat                                         | 138.500        | 563.000           |
| 3   | Daşoguz welaýaty              | Daşoguz (prej Dashowuz)                            | 73.600         | 1.391.000         |
| 4   | Lebap welaýaty                | Türkmenabat (Turkmenabat, prej Chardjou / Charjew) | 93.800         | 1.431.000         |
| 5   | Mary welaýaty                 | Mary                                               | 86.800         | 1.584.000         |
| –   | Aşgabat şäheri (Glavno mesto) | Aşgabat                                            |                | 947.221           |

Čeprav ustava pravi, da je država sekularna demokracija in predsedniška republika, je Turkmenistan avtoritarna država, kjer je prvi predsednik, Saparmyrat Nijazov z vzdevkom Türkmenbaşy, ohranil monopol politične oblasti vse do svoje smrti 21. decembra 2006. Na volitvah 11. februarja 2007 je predsednik postal Gurbanguly Berdimuhamedov.
Čeprav ustava zagotavlja svobodo tiska in združevanja, praktično te svobode ni. Vlada ima popoln nadzor nad vsemi domačimi mediji in omejuje tuje publikacije. Ustava zagotavlja svobodo veroizpovedi in ne vzpostavlja državne religije, v praksi pa vlada budno spremlja vse oblike verskega izražanja. Do leta 2004 so bile uspešno registrirane religije samo sunitski islam in rusko pravoslavno krščanstvo. Od avgusta 2010 do danes je bilo registriranih še 11 drugih verskih skupnosti.
V letu 2008 spremenjena ustava zagotavlja večja pooblastila parlamentu(Mejlis), odpravljene so bile številne samovoljne dopolnitve nekdanjega predsednika Nijazova. in vsebuje nekatere pravice, ki jih je predlagala Mednarodna skupnost. Predvsem je odpravila Halk Maslahaty (»svet ljudstva«), ki je bil prevelik, birokratski in v veliki meri organ za žigosanje, pristojnosti pa so prenesli na Mejlis. Korupcija je zelo razširjena.
Zapuščina sovjetskega tipa gospodarstva močno omejuje enake možnosti. Industrijo skoraj v celoti obvladujejo osebe iz vladnih krogov. Storitve so zdaj že večinoma v zasebnem sektorju. V kmetijstvu prevladuje sistem državne ureditve (predvsem za pšenico in bombaž), sicer pa je približno 50% proizvodnje hrane v zasebnih rokah.

## Ljudje in zgodovina
Večina državljanov Turkmenistana so etnično Turkmenci; druge etnične skupine so ruska, uzbeška in kazaška. Uradni jezik v Turkmenistanu je turkmenski, čeprav še precej ljudi govori rusko kot "jezik medetnične komunikacije" (ustava iz leta 1992). Izobraževanje je splošno in obvezno do srednje šole, skupno pa traja 10 let.
Razna plemena, ki so prišla iz Perzije, Sirije in Anatolije čez gorovje Altaj, so turkmenske konje vzrejala na ozemlju današnjega Turkmenistana in po obrobju puščave Karakum že v paleolitiku. Prve sledi kmetijstva v Srednji Aziji so odkrili okoli 32 km severno od Ašhabata v neolitski civilizaciji Jeitun, ki je datirana v 5. tisočletje p. n. št. Civilizaciji Jeitun je sledila vrsta drugih neolitskih kultur. V južnem Turkmenistanu je prišlo kulturno poenotenje v zgodnji bronasti dobi (2500–2000 pr. n. št.). V naslednjega pol tisočletja so nastala nekatera mestna središča, o čemer pričajo ruševine Namazga-Tepe (velikost 60 hektarjev).
Aleksander Veliki je ozemlje osvojil v 4. stoletju p. n. št. na poti v Indijo. Od 6. – 4. stoletja pr.n.št. je bil Turkmenistan del ahemenidske Perzije, naslednje stoletje pa del partske države ter vladavine dinastije Sasanidov s sedežem v Nisi, ki se danes nahaja v predmestju glavnega mesta Ašhabat. V 7. stoletju so to regijo osvojili Arabci, uvedli islamsko vero in vključili Turkmence v kulturo Bližnjega vzhoda. V tem času je Turkmenistan ležal na glavni trgovski poti med Azijo in Evropo, na slavni Svilni cesti.
V sredini 11. stoletja Seldžuki (1038-1194 Seljuq) osredotočajo svojo moč na ozemlju Turkmenistana in se poskušajo razširiti v Afganistan. Cesarstvo se sesuje v drugi polovici 12. stoletja, ko Džingiskan, na svojem pohodu proti zahodu, prevzame nadzor nad vzhodno regijo ob Kaspijskem morju. Plemena Oguzov so mongolske vdore (13. stoletje) precej dobro prenesla, južna plemena so postala del imperija Il-Khanidov (1256–1353), severna plemena pa so pripadla Zlati hordi (1227–1395). V naslednjih sedmih stoletjih so ljudje živeli v različnih državnih tvorbah in se stalno borili v vojnah.
Od 16. stoletja dalje, turkmenski jahači na konjskih hrbtih napadajo karavane, plenijo in ugrabljajo ljudi za trgovino s sužnji. Turkmensko ozemlje je del Hivskega kanata in Buharskega emirata, ki sta ji vladali dve uzbeški rodbini Šajbanidov. Leta 1868 Buharski emirat, leta 1873 pa Hivski kanat postaneta Ruska protektorata.
Po velikem turkmenskem uporu leta 1881 Rusija zasede Turkmenistan. V spopadih v puščavski trdnjavi Gokdepe, v bližini današnjega Ašhabada, pobije 7.000 Turkmenov; drugih 8000 je bilo ubitih ko so poskušali pobegniti čez puščavo. Leta 1894 cesarska Rusija tako prevzame nadzor nad Turkmenistanom. Posledica Oktobrske revolucije je bila, da so leta 1920 ustanovljene: Buharska in Horezmska ljudska republika in Turkestanska ASSR. Nadaljnji politični nemiri privedejo 27.10.1924 do ustanovitve Turkmenske SSR kot ene od 15 republik Sovjetske zveze. V tem času so se oblikovale sodobne meje Turkmenistana.
6. oktobra 1948 je Ašhabat prizadel močan potres 7,3 Mw stopnje, ki je imel epicenter 25 km JZ od glavnega mesta v vasi Gara-Gaudan. Potres je povzročil izjemno škodo v Ašhabatu in bližnjih vaseh, kjer so bile porušene skoraj vse opečne stavbe, betonske konstrukcije so bile močno poškodovane in iztirili so tovorni vlaki. O človeških žrtvah so krožili različni podatki, sporočilo za javnost 9. decembra 1988 je bilo, da je bilo 110.000 mrtvih kar je znašalo 10% vseh prebivalcev v državi. Poročilo iz leta 2007 tiskovne agencije države Turkmenistan pa govori o skupno do 176.000 mrtvih. Ta potres je terjal tudi smrt matere in celotne družine (oče je padel v 2. svetovni vojni) bodočega predsednika Saparmurata Niyazova.
Po koncu hladne vojne in razpadu Sovjetske Zveze, je Turkmenistan 27. oktobra 1991 razglasil svojo neodvisnost. Saparmurat Nijazov je postal prvi predsednik nove republike in je bil »dosmrtni predsednik« do svoje smrti leta 2006.

## UNESCO-va dediščina

### Oaza Merv članica zgodovinskih in kulturnih parkov
Mervu je najstarejše in najbolj ohranjeno azijsko mesto ob Svilni cesti v Srednji Aziji. Ostanki prikazujejo 4000 let človeške zgodovine. Številni spomeniki so še vedno vidni, še posebej tisti iz obdobja zadnjih dveh tisočletij. Mesta v oazi Merv so imela znaten vpliv na kulturo v tem delu sveta. Mesto Seldžuški je predvsem znamenito po arhitekturi in arhitekturni dekoraciji in je predstavnik znanstvenega in kulturnega razvoja.
Oaza Merv v puščavi Karakum je v 3. tisočletju pr.n.št. omogočala razvoj vrste mestnih središč. Prvi bronastodobni centri (2500–1200 pr. n. št.) so se nahajali na severu oaze, kjer izvira reka Murghab in jo je bilo mogoče brez težav izkoriščati. Z razvojem naprednejših namakalnih tehnik so se centri preselili južneje, kjer je nastala vrsta pomembnih zgodnjih mest starejše železne dobe.
Zgodovinsko mestno središče se je razvilo okoli 500 let pred našim štetjem tudi na vzhodnem delu oaze. Sestavljeno je bilo iz niza manjših enot površine okoli 1200 ha. Najstarejše med njimi, Erk Kala, je omenjeno v pisnih virih iz Achaemenianskega obdobja (519–331 pr. n. št.), predvsem na znamenitem trojezičnem napisu Dareja Velikega v Bisitunu v zahodnem Iranu.
Oaza je bila tudi del cesarstva Aleksandra Velikega. Selevkidski kralj Antiochus I. Soter (281–261 pr. n. št.) je mesto obnovil in ga poimenoval Margiana Antiochia; danes imenovano Erk Kala in Gyaur Kala. Grški in rimski vojaki so postali tlačani po porazu Rimljanov v kraju Carrhae leta 53 pr. n. št. Mesto je obstajalo 1500 let v času vladavine Partov in Sasanidov, to je v začetku islamskega obdobja. Islam je postal prevladujoča vera do smrti zadnjega Sasanida kralja Yazdigirda III. v letu 651.
Mervu je bilo industrijsko mesto od 8. do 10. stoletja, osrednja mošeja pa je bila v uporabi še v 11. in 12. stoletju.
Srednjeveško mesto so Seldžuki razvili zahodno od Gyaur Kala, kamor so kasneje prestavili tudi mestno središče. Sultan Malik (1072–1092) ga je dal obzidati. Sultan Sanjar (1118–1157) je dal obzidati tudi primestne naselbine na severu in jugu. Mesto, veliko več kot 600 ha, je bilo glavno mesto Velikega seldžuškega cesarstva (11.–13. stoletju) in eno izmed pomebnih mest svojega časa. Njegove slavne knjižnice so privabljale znanstvenike z vsega islamskega sveta, vključno z astronomi. Tukaj sta bivala tudi pesnik Omar Hajam in geograf Yaqut al Hamavi.
To cvetoče mesto je doživelo nasilni konec leta 1221–22, ko so prišli Mongoli, ubili veliko prebivalcev in uničili vodni sistem. Mesto je preživelo v precej zmanjšanem obsegu kot del Timurskega imperija (1370–1405), danes znano kot Abdullah Khan Kala, zgrajeno na drugi lokaciji na jugu. Zgradil ga je naslednik Timurja, šah Rukh (1408–1447).
V 16. stoletju je Mervu prišel pod nadvlado Turkov iz Uzbekistana, ki so vladali iz Buhare. Stoletje kasneje je bilo mesto vključeno v perzijsko cesarstvo. Povečanje prebivalstva v 18. stoletju je pripomoglo k povečanju mesta znanega pod imenom Bairam Ala Khan Kala, ki je danes večinoma v ruševinah.

### Konje Urgenč
Konje Urgenč (turkmensko Köneürgenç) se nahaja na severozahodnem delu Turkmenistana, na levem bregu reke Amu Darja, dobrih 100 km SV od mesta Daşoguz. Urgenč je bilo glavno mesto regije Horezm, ta pa del Ahemenidskega cesarstva. Staro mesto vsebuje vrsto spomenikov iz 11. do 16. stoletja: ostanki mošeje in mavzoleja iz 14. st., vrata v karavanseraj, utrdbe, več drugih mavzolejev (med njimi pesnika Seida Ahmeda, sultana Tekeša (1172–1200) in 60-m visok Kutluk Timurjev minaret. Spomeniki pričajo o izjemnih dosežkih v arhitekturi in gradnji, na katere sta vplivala Iran in Afganistan in ki je kasneje vplival tudi na arhitekturo Mogulskega cesarstva v 16. stoletju v Indiji.
Začetki Konje Urgenča segajo v 6. in 5. stoletje zgodnjega Ahemenidskega obdobja. Dokaz za to je trdnjava Kyrkmolla. Leta 712 je bil Konje Urgenč naseljen z Arabci in se je imenoval Gurgandž. Ker je mesto stalo na križišču trgovskih poti, je bilo pomemben center od 10. do 14. stoletja. V 12. stoletju je postalo glavno mesto pokrajine Horezm in drugo mesto po pomembnosti za Buharo v Srednji Aziji.
Mesto je uničil Džingiskan leta 1221. Kasneje so ga Turki obnovili in je veljalo kot najboljše turško mesto z drobnimi bazarji in impresivnimi zgradbami. Precejšnje uničenje je spet utrpelo v času Timurjevega zavojevanja med letoma 1372 in 1388 in si ni nikoli več opomoglo. V 16. stoletju je bilo središče gospodarstva preneseno v Hivo in mesto Konje Urgenč je bilo dokončno opuščeno. Reka Amu Darja je svojo strugo v istem času spremenila. Mesto je doživelo sodobni razvoj, ko so ga na novo kolonizirali Turkmeni leta 1831. Novi del je zgrajen zunaj starega mestnega jedra, stara lokacija pa je bila kasneje uporabljena kot pokopališče.
- Mošeja in mavzolej v Konje Urgenču
- Mošeja in mavzolej - detajl na fasadi
- Kutluk Timurjev minaret in eden od mavzolejev v restavriranju

### Partske trdnjave v Nisi
Partske trdnjave v Nisi so sestavljene iz dveh delov: stare in nove Nise. Mesto je bilo eno prvih in najpomembnejših mest Partskega cesarstva in je igralo pomembno vlogo od sredine 3. st. pr. n. št. do 3. stoletja. Tukaj so ohranjeni ostanki starodavne civilizacije, katere tradicionalni kulturni elementi se prepletajo s tistimi iz helenističnega in rimskega obdobja. Arheološka izkopavanja v dveh delih mesta so razkrila bogato okrašeno arhitekturo, poslikave državnih in verskih funkcij. Mesto se je nahajalo na križišču pomembnih gospodarskih in strateških osi in je predstavljalo močno oviro širitvi Rimskega cesarstva. Služilo je kot pomembno trgovsko središče in komunikacijsko vozlišče med vzhodom in zahodom te severom in jugom.
Sledi človeške dejavnosti segajo v 4.–2. tisočletja pr.n.št. in kažejo, da je bilo precej pred začetkom Partskega cesarstva področje Nise že naseljeno. Menijo, da je bilo na tem mestu veliko naselje že v 1. tisočletju pr.n.št.
Nisa je doživela velik razvoj v sredini 3. stoletja pr. n. št., ko so Parti zgradili impresivne stavbe in jo določili za sedež kralja, verjetno prvič v času dinastije Partov. Ime Mithradatkert in navedba datuma ustanovitve, je znano kot napis na enem od 2.700 kosov keramike (ostraka), ki so jih našli v Nisi. Mitridatkirt pomeni trdnjavo Mitridat in se nanaša na kralja Mitridata I. Partskega (174–138 pr. n. št.).
Nekateri antični viri, kot na primer Isidorus iz Kharaxa, omenjajo mesto Parthaunisa kot upravno in gospodarsko središče dinastije Arsakidov. Iz kraljevega prebivališča (Stara Nisa) in sosednjega mesta (Nova Nisa), so Arsakidi izvedli velike osvajalske pohode po ozemlju, ki se razteza od Inda do Evfrata. Nisa je postala glavno mesto, saj leži na strateški točki, na križišču različnih kultur – iz Perzije, Grčije in Srednje Azije. Mesto je doživelo zlato dobo stoletja pred našim štetjem z gradnjo trdnjav in drugih monumentalnih stavb (Stara Nisa) ter širitvijo gospodarstva. To obdobje je trajalo do prvega stoletja našega štetja.
V letu 224 je Partsko kraljestvo propadlo. Ardašir I., vladar Istahra v provinci Fars, generalni guverner Partov v Perziji, ustanovi Sasanidisko dinastijo in z njo širi in osvaja nova mesta in ozemlja. Dinastija je v Iranu vladala do muslimanskih osvajanj v 7. stoletju. Uničevanje in zmanjšana populacija je v Nisi pripeljala do delne opustitve funkcij mesta, vendar je bilo še vedno pomembno središče vse do islamskega obdobja (12.–14. stoletja).
Danes ostanke Nise pogosto obnavljajo, saj je zgrajena iz blatnih opek in slame, ki so podvržene močni eroziji. Prav tako se nekaj mesecev na leto vršijo izkopavanja predvsem tujih arheologov.
Trdnjava v Nisi je bila razglašena za Unescovo svetovno dediščino leta 2007.
- Pogled na ostanke zgradb v Nisi
- Ostanki zgradb v Nisi
- Pogled na današnjo Niso, v ozadju Turkmenbašijeva mošeja

### Hladne zimske puščave Turana
Ta transnacionalna dediščina obsega štirinajst sestavnih delov, ki jih najdemo na sušnih območjih zmernega pasu Srednje Azije med Kaspijskim jezerom in Turanskim visokim gorovjem. Območje je podvrženo ekstremnim podnebnim razmeram z zelo mrzlimi zimami in vročimi poletji ter se ponaša z izjemno pestro floro in favno, ki se je prilagodila težkim razmeram. Dediščina predstavlja tudi precejšnjo raznolikost puščavskih ekosistemov, ki se razprostirajo na razdalji več kot 1500 kilometrov od vzhoda do zahoda. Vsak od sestavnih delov dopolnjuje druge v smislu biotske raznovrstnosti, tipov puščav in tekočih ekoloških procesov.

## Gospodarstvo
Turkmenistan je pomemben dobavitelj surovin, zlasti zemeljskega plina, naftnih derivatov in surovega bombaža. Z ocenjeno letino 2009 okoli 823.000 ton, je Turkmenistan druga največja proizvajalka bombaža v nekdanji Sovjetski zvezi za Uzbekistanom. Pridelek se po osamosvojitvi stalno zmanjšuje zaradi slabega namakanja in upravljanja.
Zunanje ocene rezerv zemeljskega plina znašajo 7,94 milijard km³ in je med štirimi največjimi proizvajalkami plina. Leta 2008 je revizija, ki jo je izvedlo britansko podjetje Gaffney, Cline and Associates ugotovila, da so tri najbolj pomembna plinska polja v državi: Yoloten, Osman in Yashlar in vsebujejo med 4,25 in 15,5 milijard km³ zemeljskega plina. V letu 2008 je bil Turkmenistan drugi največji proizvajalec plina v nekdanji Sovjetski zvezi po Rusiji. Leta 2009 se je proizvodnja znižala, ko se je 9. aprila 2009 izvoz v Rusijo ustavil, zaradi poškodovanja cevovoda Centralna Asia-Center.
Od konca leta 2009, Turkmenistan izvaža zemeljski plin v treh smereh: v Rusijo, Iran in na Kitajsko. V letu 2010 je izvoz v Rusijo znašal 10-11 milijard kubičnih metrov in to po starem sistemu plinovoda, zgrajenem v sovjetskih časih. Plinski izvoz v Iran je po pričakovanjih dosegel 7-8 milijard kubičnih metrov v letu 2010 in se izvaža prek dveh cevovodov: Korpeje-Kurtkuyi (zgrajen leta 1997) in Dowletabat-Sarakhs-Khangiran (zgrajen leta 2009). Skupna zmogljivost obeh plinovodov je 25 milijard kubičnih metrov na leto in v prihodnosti zagotavlja možnost povečanja izvoza. Ob koncu leta 2009 je turkmenski plin začel teči na Kitajsko preko novozgrajenega plinovoda Turkmenistan – Uzbekistan – Kazahstan – Kitajska. Izvoz na Kitajsko naj bi znašal skupaj 3-4 milijarde kubičnih metrov v letu 2010. Turkmenistan in Kitajska načrtujeta povečati dobavo plina na 40 milijard kubičnih metrov v letih 2014-2015, ko bo cevovod dosegel polno kapaciteto.
Turkmenistanska proizvodnja nafte je leta 2009 znašala okrog 10,3 milijona ton in naj bi znašala 10,4 milijona ton v letu 2010. Turkmenistan predela skoraj vso svojo nafto za lastne potrebe in izvaža samo naftne derivate kot so utekočinjeni naftni plin (UNP) in polipropilen.
Turkmenistan je sprejel gospodarske reforme v upanju, da bo s prihodki od izvoza plina ohranil neučinkovitost gospodarstva. Motnje izvoza v Rusijo leta 2009 in poznejše zmanjšanje globalnega povpraševanje po zemeljskem plinu je pokazalo močno odvisnost gospodarstva od izvoza plina. Obstajajo znaki (Vir: CIA-the World Factbook), da Turkmenistanu primanjkuje trdih valutnih rezerv. Zunanji dolg države je bil ocenjen na 5 milijard EUR. Zasebni sektor je še vedno slabo razvit in se ukvarja predvsem z dejavnostjo predelave hrane, trgovino in storitvenim sektorjem. Poleg tega so statistični podatki Turkmenistana državna skrivnost in je objavljeni BDP in druge številke predmet špekulacij. Cilj Turkmenistana, samozadostnost v kmetijstvu, umetno vzdržuje gojenje neučinkovitih pridelkov kot sta pšenica in bombaž. Poročilo o razvoju človeških virov iz leta 2006 (ZN Development Program (UNDP)) daje Turkmenistan v kategorijo »srednje razvit«, čeprav je verjetno stopnja brezposelnosti in podzaposlenosti tudi 70%. Turkmenistan še naprej sodeluje z mednarodno skupnostjo za prevoz humanitarne pomoči Afganistanu.

## Kultura
Turkmenski ljudje so po tradiciji nomadi in konjeniki. Še vedno so razdeljeni v plemena, ki se razlikujejo tako po jeziku kot noši, še posebej pa po vzorcih na preprogah.
Turkmenistanski moški na podeželju nosijo tradicionalna telpek pokrivala, to so velike črne kučme iz ovčjega krzna. Nosijo rdeče plašče in bele srajce. V mestih tega praktično ni, razen štirikotnih kap. Ženske nosijo dolge obleke in pod njimi ozke hlače okrašene s čipkami in trakom v gležnju. Poročene ženske nosijo na poseben način zavezane rute pod katero so skriti lasje, neporočene pa kite in posebne čepice. Zanimiv je srebrn nakit: zapestnice in broške s poldragimi kamni. Ljudje svoje bogastvo razkazukjejo z zlatimi zobmi. Poroke so še vedno tradicionalne s 500 in več svati in stanejo celo premoženje (do 10.000 $ in večina zbira denar celo življenje samo za to). Ženske se morajo poročiti do 21 leta in se nato preselijo k moževi družini, kjer skrbijo za njegove starše. Praktično so brez osebne svobode, lahko so tepene, mož, če je premožen, ima po muslimanski tradiciji, lahko več žena.
V turkmenski literaturi sta pomembna pesnika Magtymguly Pyragy in Mämmetweli Kemine.

### Ruhnama
Ruhnama je knjiga, ki jo je napisal Saparmurat Nijazov, prvi predsednik samostojnega Turkmenistana in vsebuje duhovne in moralne smernice za življenje, je avtobiografija in revidira zgodovino. Besedilo vključuje številne zgodbe in pesmi, tudi pesmi pesnika Magtymguly-ja Pyragy-ja. Mišljena je bila kot "duhovno vodstvo naroda" in temelj umetnosti in literature, ki jo ustvarjajo turkmenski ljudje. Za življenja Nijazova je bila obvezno branje v šolah, njeno poznavanje so morali dokazovati tisti, ki so želeli postati javni uslužbenci. Danes ni več obvezna v šolah, jo pa sedanji predsednik Berdymukhamedov še vedno priporoča in uporablja ob različnih proslavah. V Ašhabadu ji je postavljen tudi spomenik.

## Promet

### Ceste
Leta 2001 je imel Turkmenistan po ocenah 22.000 km cest, okoli 18.000 km z utrjenim voziščem. Ena glavnih cest poteka proti zahodu od meje z Iranom (Turghundi) preko Marye, do Turkmenbashija ob Kaspijskem morju. Druga teče vzporedno z Amu Darjo od meje z Afganistanom preko Turkmenabata do Daşoguza in do meje z Uzbekistanom. V začetku leta 2000 se je začel večji gradbeni projekt cestne izboljšave odsekov ceste, ki povezuje Ašhabad z Turkmenbashijem in Maryo.

### Železnice
Turkmenistan ima 2440 km železniških prog še iz časov Sovjetske zveze. Najpomebnejši je 1930 km dolg odsek transsibirske železnice, ki poteka od Turkmenbashija preko Ašhabada do Taškenta in naprej. Leta 1995 so odprli nov 320 km dolg odsek od v smeri proti Iranu.

### Letališča
Edino mednarodno letališče je v Ašhabadu, za notranje lete pa uporabljajo še letališče v Turkmenbashiju, Daşoguzu, Turkmenabatu in Mary. Nacionalnemu prevozniku ni dovoljeno leteti na področje EU zaradi varnostnih razlogov.